# Charlie Dee & The Twisters
Charlie Dee & The Twisters er et aarhusiansk orkester der spiller Rock'n roll. Repertoiret består udelukkende af klassikere fra 60'ernes hitlister og jukebokse. Desuden er bandet kendt for et legendarisk sceneshow med alt fra guldjakker til originale instrumenter. Bandet blev dannet i 1979, og turnerer stadig flittigt både i Danmark og udlandet.

## Medlemmer
- Thoms Beck (guitar, kor)
- Frank G Jensen (bas, sang)
- Jørgen Grøndal (guitar, kor)
- Martin Kaufmann (keyboards)
- Chang Østergaard (trommer).

## Diskografi
CD
- Vol 1
- Let´s Dance
- Rock´n Roll Susects
- You Don´t Believe It, It´s...

DVD
- What You See It What You Get